# Бегомль
Біго́мль (біл. Бягомль, Бягомель) — селище міського типу в Вітебській області Білорусі, у Докшицькому районі, адміністративний центр Бігомльської селищної ради, розташований на магістралі М3 за 100 км від Мінська на північ, 157 км від Вітебська на південь, 30 км від Докшиць на схід. Фактично частиною Бігомля є прилегле село Марговиця.
Населення на 1 січня 2008 року становило 3 059 осіб.

## Історія

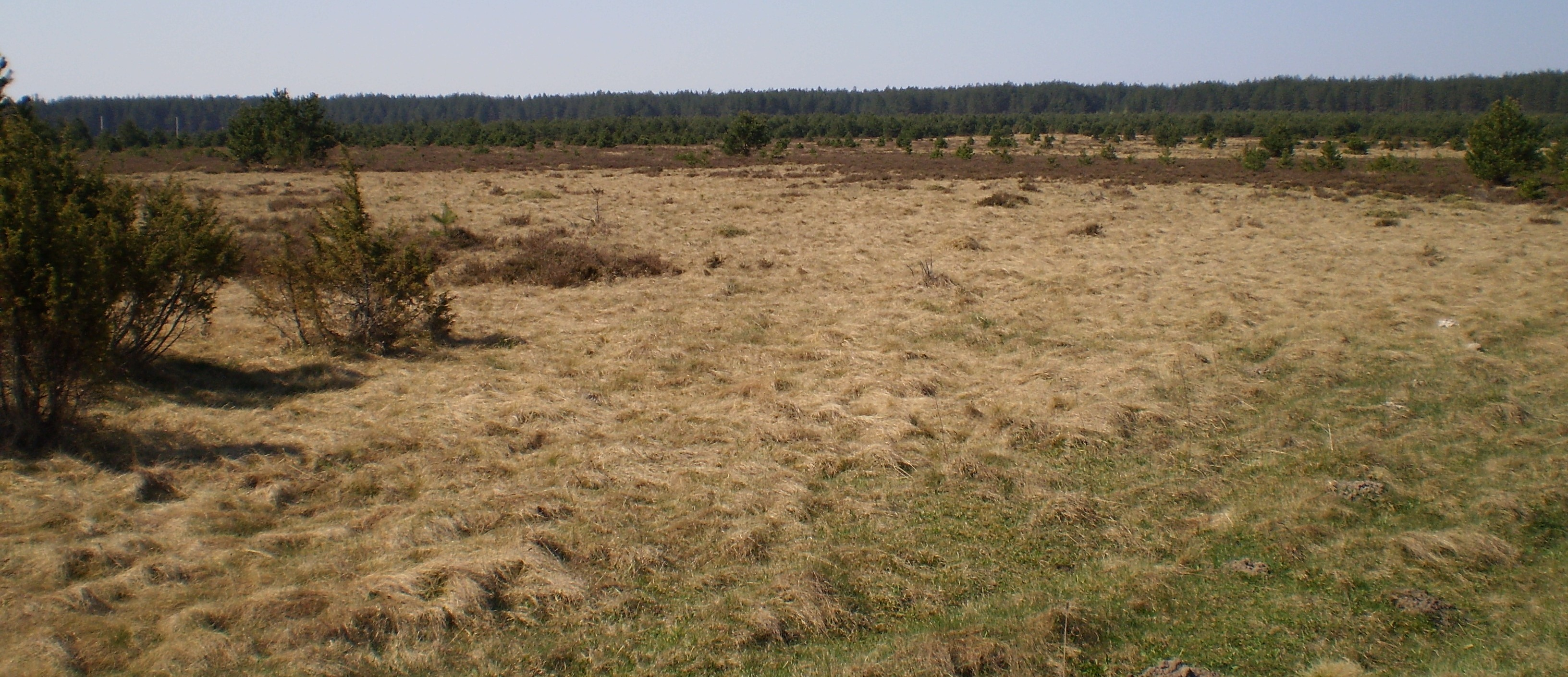
Партизанський аеродром, травень 2009 року

Вперше в письмових джерелах згадується в 1582 як село біля маєтку Вовча, володіння Віленського єпископства, у Мінському повіті Великого Князівства Литовського. З 1793 року відповідно до 2-го розподілу Польщі — в складі Російської імперії, у Докшицькому, а з 1802 року — в Борисовському повіті. З початку XIX століття належав графу Манузі, потім роду Булгаків. З 1861 року містечко, центр волості Борисовського повіту. В 1886 році — село в 43 подвір'я, були волосне управління, церква, школа та лікарня. З 1924 року — центр Бігомльского району, з 27 вересня 1938 року — селище міського типу.
Під час Німецько-радянської війни Бігомль, як і весь Бігомльський район, був окупований німецькими військами. Сталося це 2 липня 1941 року, опівдні, коли передові частини 39-го танкового корпусу 3-ї танкової групи увійшли до селища. Попри це, на Бігомльскій землі розгорнулося і почало надавати активну протидію фашистам партизанський рух, який включав 9 партизанських бригад та окремих загонів. Результатом цієї наполегливої праці стало фактичне звільнення від німецьких військ і поява партизанської зони, що діяла аж до приходу Червоної армії. Бігомльські партизани забезпечували стійку діяльність партизанського аеродрому (до війни з нього злітали поштові літаки). В наш час[коли?] аеродром не використовується і забудовується житловими будинками, а слово «Аеродром» послужило назвою для цього району. З 1960 року селище перебуває в складі Докшицького району.
29 червня 2009 року указом білоруського президента Бігомль, у числі 21 інших населених пунктів Республіки Білорусь, був нагороджений вимпелів "За мужність і стійкість в роки Великої Вітчизняної війни".

## Геральдика
Нині представлені на затвердження кілька проєктів герба Бігомля. Проєкт, який претендує на перемогу (автор М. М. Єлінська, художник В. А. Ляхор), показаний в загальних відомостях про селище.

## Економіка та промисловість

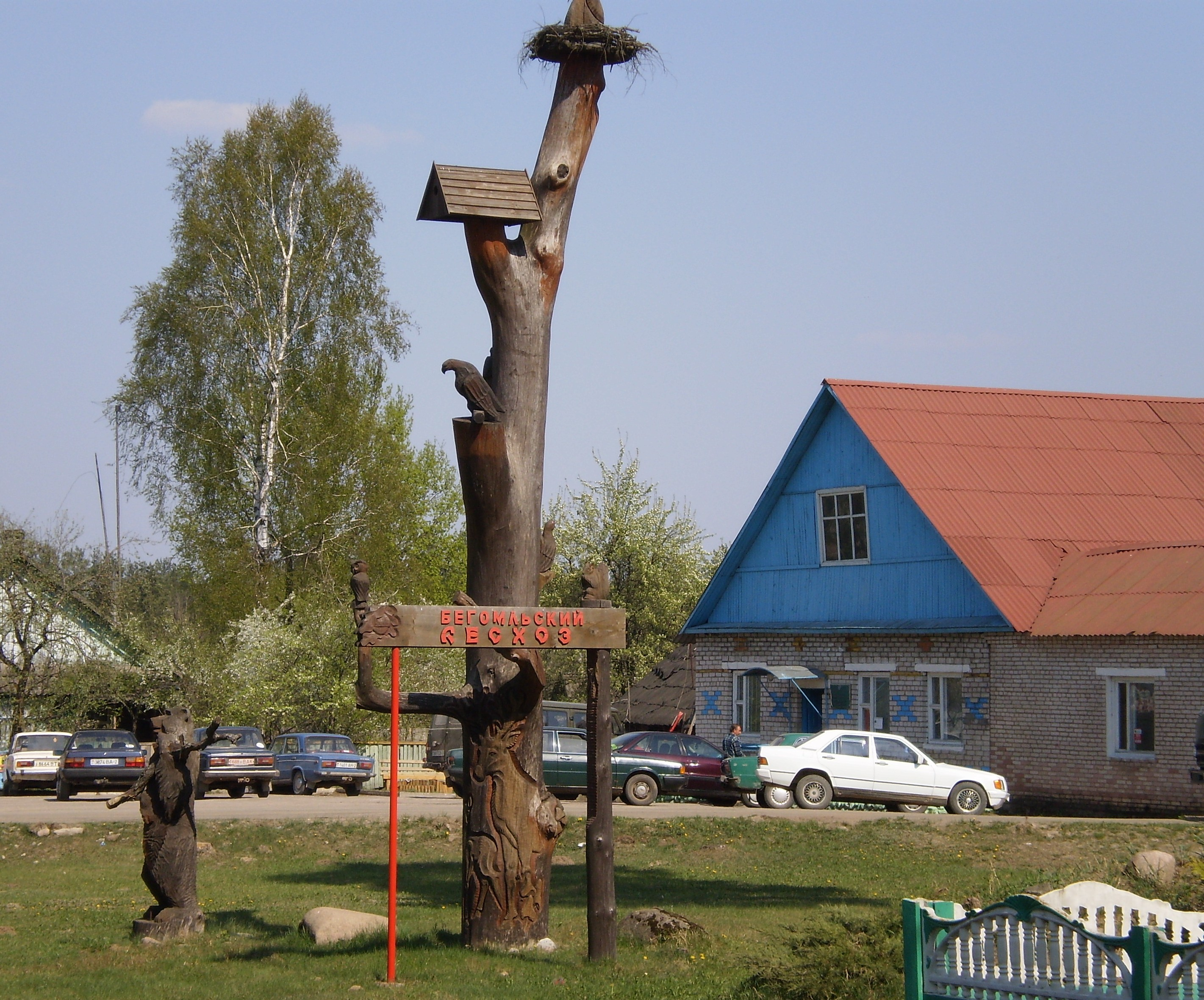
Бігомльський лісгосп

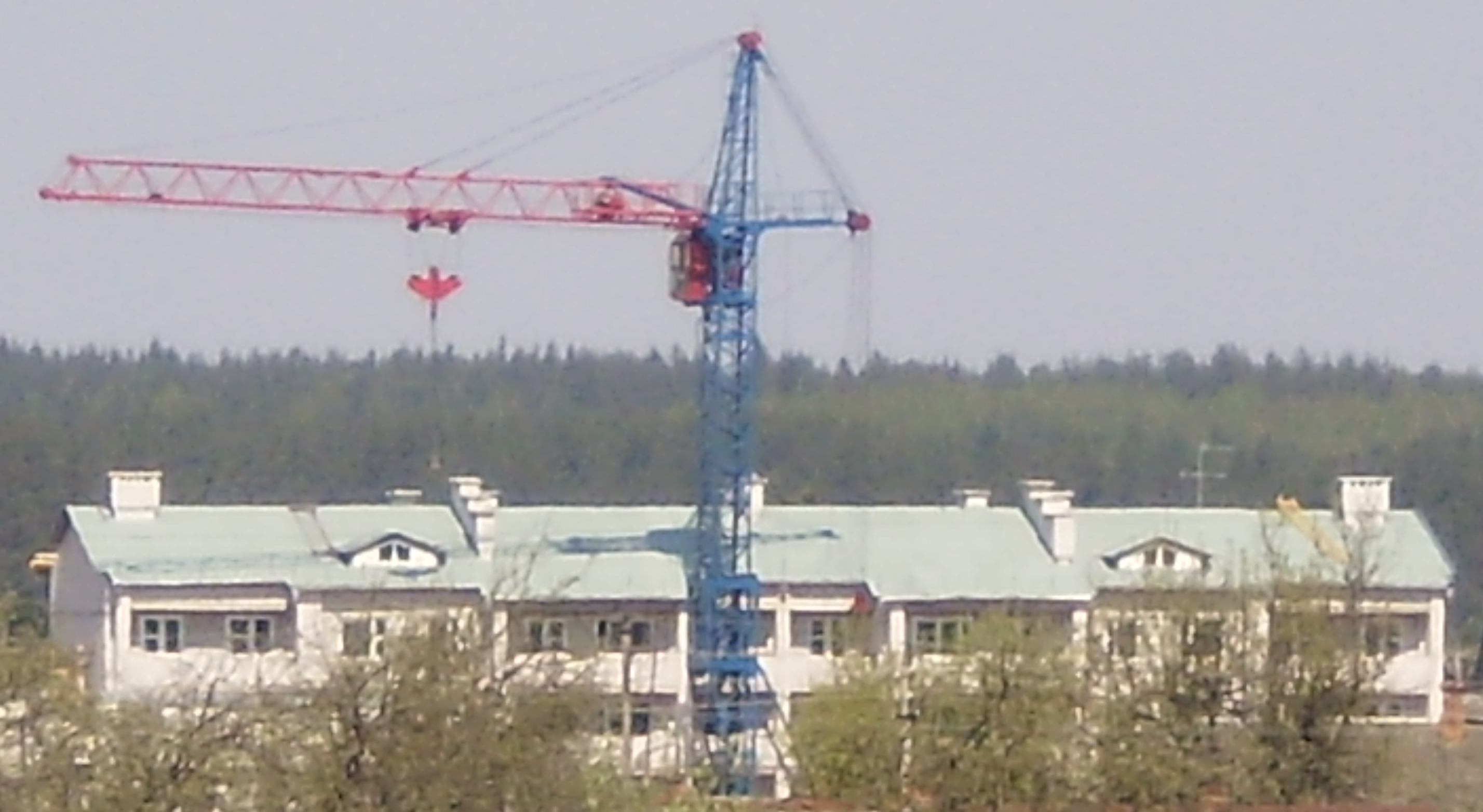
Недобудований багатоповерховий будинок в районі аеродрому

В 1870—1874 роках побудований спиртовий завод. Працюють сільськогосподарські підприємства (СГФ «Бігомльський» та ВАТ «Вітебськдрев»), підприємство електронної промисловості (Республіканське унітарне виробниче підприємство "Бігомльський завод «Ветразь»), налагоджено виробництво будівельних матеріалів (Комунальне унітарне виробниче підприємство «Докшицький комбінат будівельних матеріалів»), представлена деревообробна промисловість (ГЛГУ «Бігомльський лісгосп»).
РУВП «Ветразь» (чисельність працівників — 50 осіб) випускає конденсатори, побутові інкубатори, ялинкові прикраси та інші вироби. В наш час[коли?] основні фонди підприємства мають ступінь зношеності в 97 %. З причини відсутності інвестицій технологія виробництва конденсаторів і споживчих товарів не оновлювалась, що призвело до неконкурентоспроможності на ринку. Оскільки головне підприємство РУВП «Ветразь» — республіканське унітарне підприємство «Вітебської завод радіодеталей „Моноліт“» зазнає найгострішої кризи, поставлено питання про передачу РУВП іншому головному підприємству.
КУП «Докшицький комбінат будівельних матеріалів» (кількість працівників — 34 особи) виготовляє щити для будівництва будинків, пиломатеріали, забірні щити, постільної білизни. Рентабельність реалізованої продукції склала негативну величину −11,7 %, зношеність технологічного обладнання досягло 89 %. За цей час обсяг виробництва продукції на підприємстві зріс в 1,8 раза за рахунок освоєння випуску постільної білизни з поліпшених видів тканини.
У цей час Бігомль, як і інші селища міського типу Білорусі, відчуває потребу у створенні нових робочих місць, у розміщенні виробництв у цілому, у розвитку промисловості, що дозволило б зупинити відтік молоді у великі міста, а також залучити необхідних фахівців. Для цих цілей була розроблена та втілюється в життя Програма соціально-економічного розвитку селища міського типу Бігомль на 2006—2010 роки. Реконструюється ділянку магістралі М3, що проходить через селище, з метою поліпшення надається придорожній сервіс. Планується до розміщення на місці колишнього «стрільбища» філії з випуску комплектуючих для ліфтів РУП «Завод Могильовліфтмаш». Розпочато будівництво нової телефонної станції ємкістю до 1216 номерів. Добудовується новий багатоповерховий будинок.

## Сфера послуг та відпочинку
За 3 кілометри розташований санаторій «Борове», відпочинку в якому віддають перевагу як білоруси, так і громадяни суміжних країн, в основному Росії. Також за 12 км стоїть мисливський будинок «Бігомльський», що пропонує відвідувачам полювання та інші види активного відпочинку. За 1 кілометр від Бігомля, поруч з автозаправною станцією і СТО, стоїть мотель «101 кілометр» для гостей селища, а також для туристів, проїжджаючих по трасі М3. На місці збанкрутілого в наш час[коли?] хлібозаводу найближчим часом буде побудований готельний комплекс зі стоянкою для транзитних вантажних автомобілів, а також зал з ігровими автоматами та іншими розвагами.

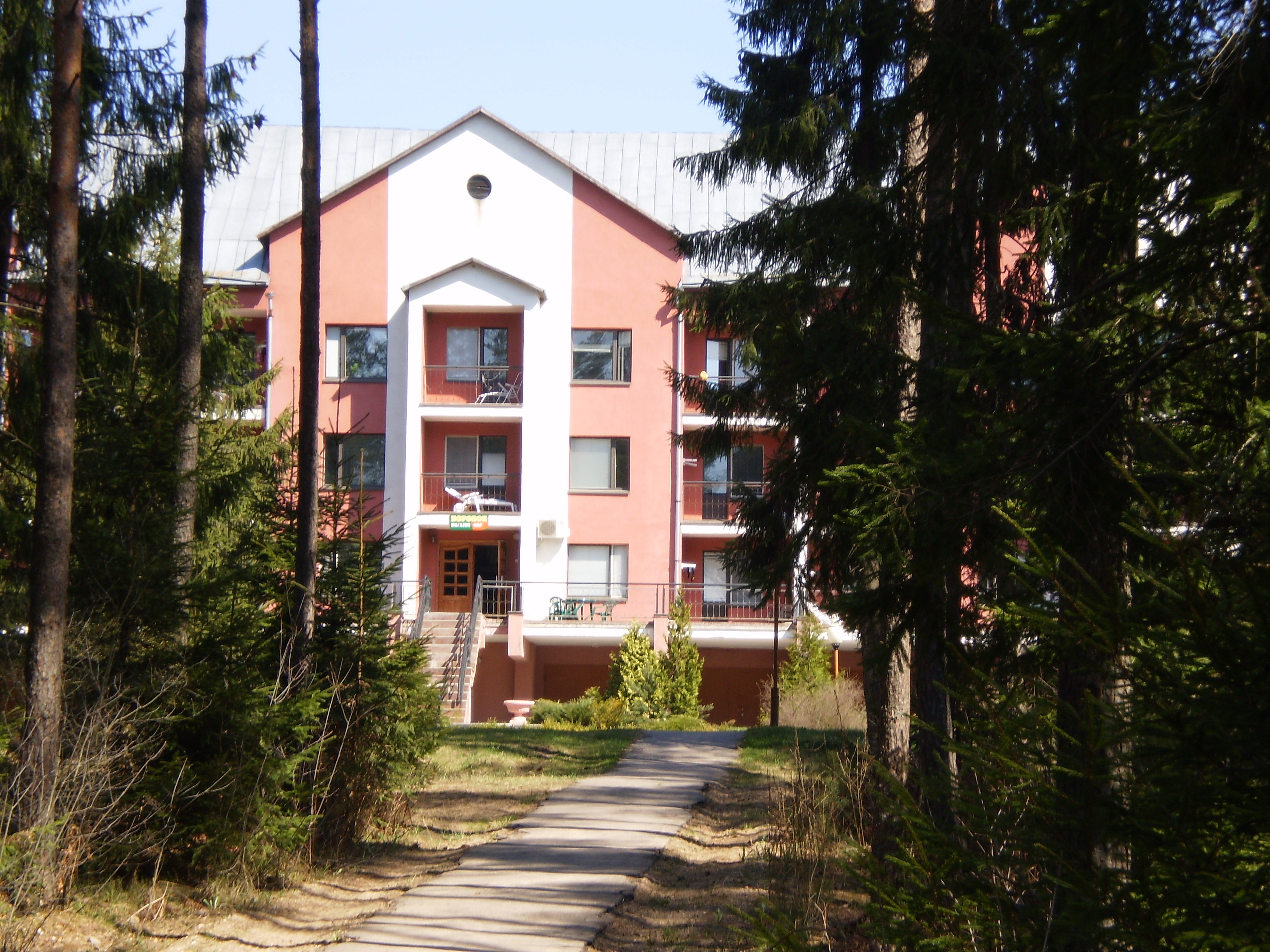
Санаторій «Борове»
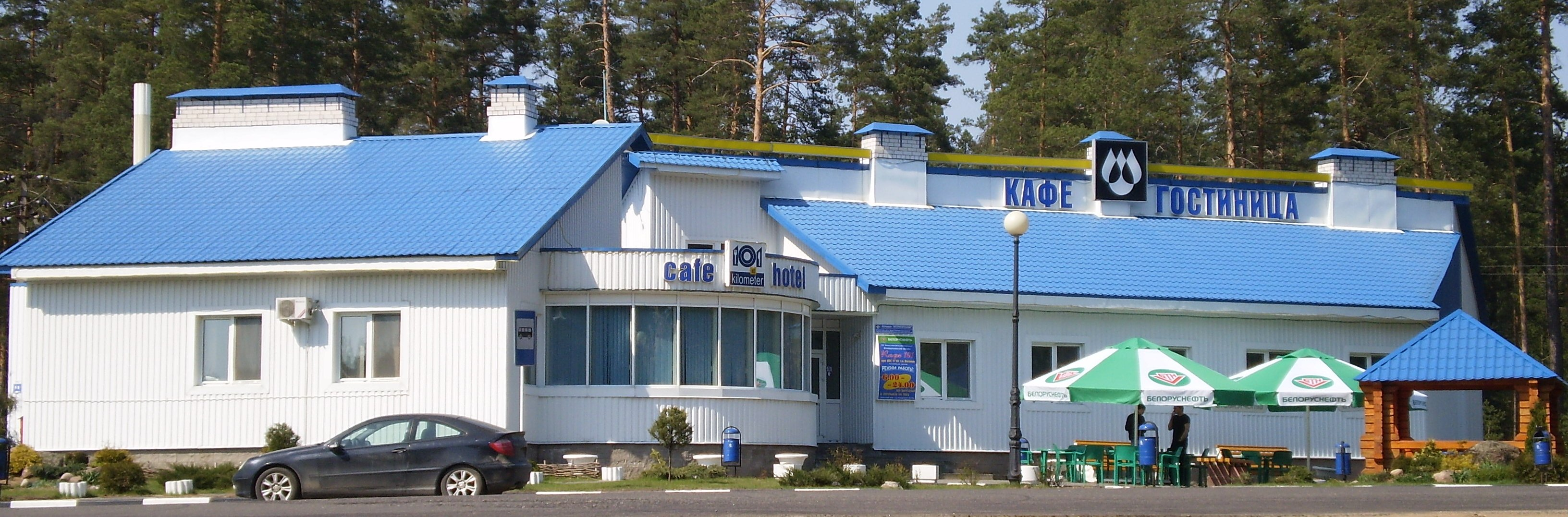
Мотель "101 кілометр"
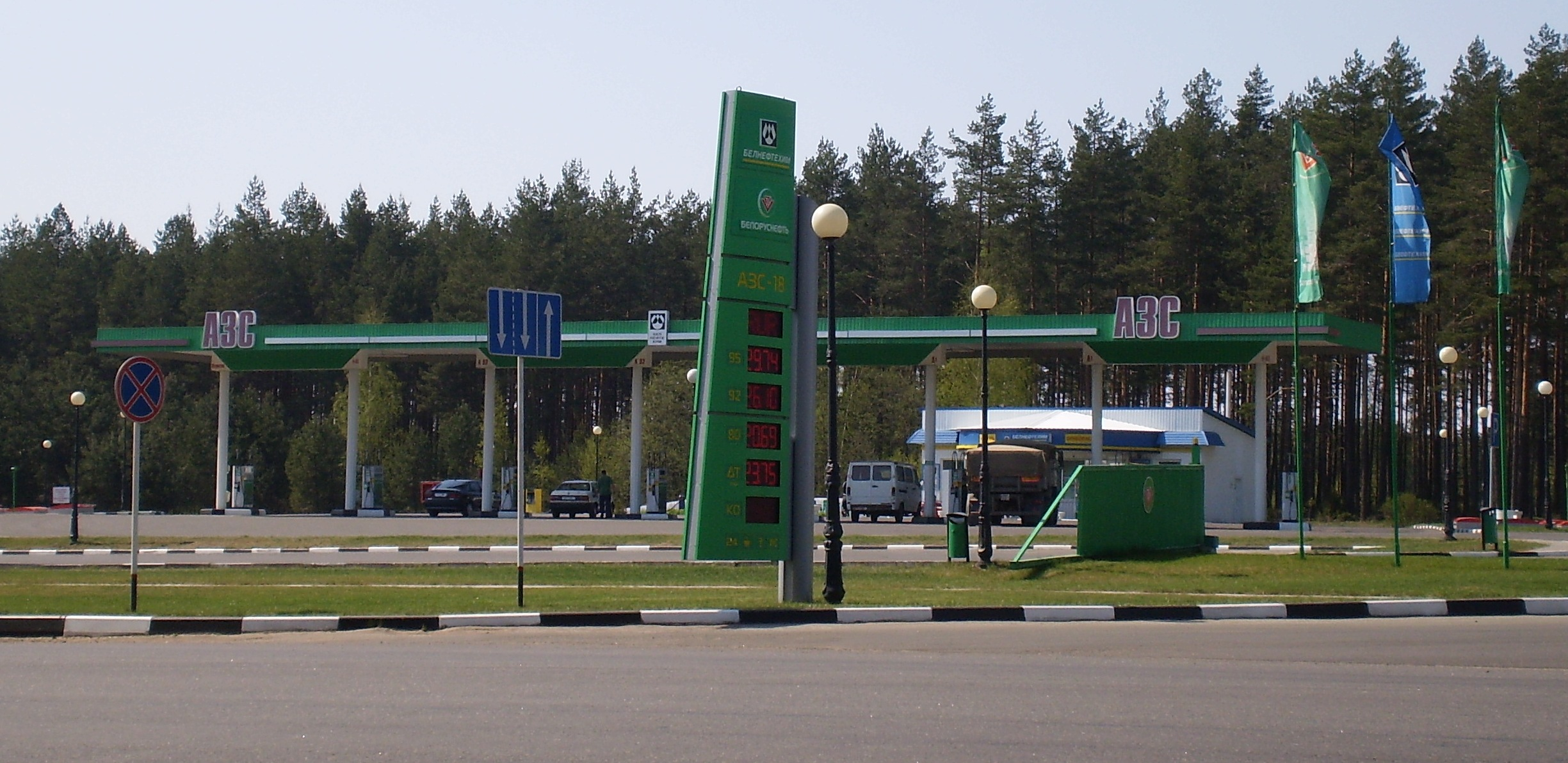
Автозаправна станція
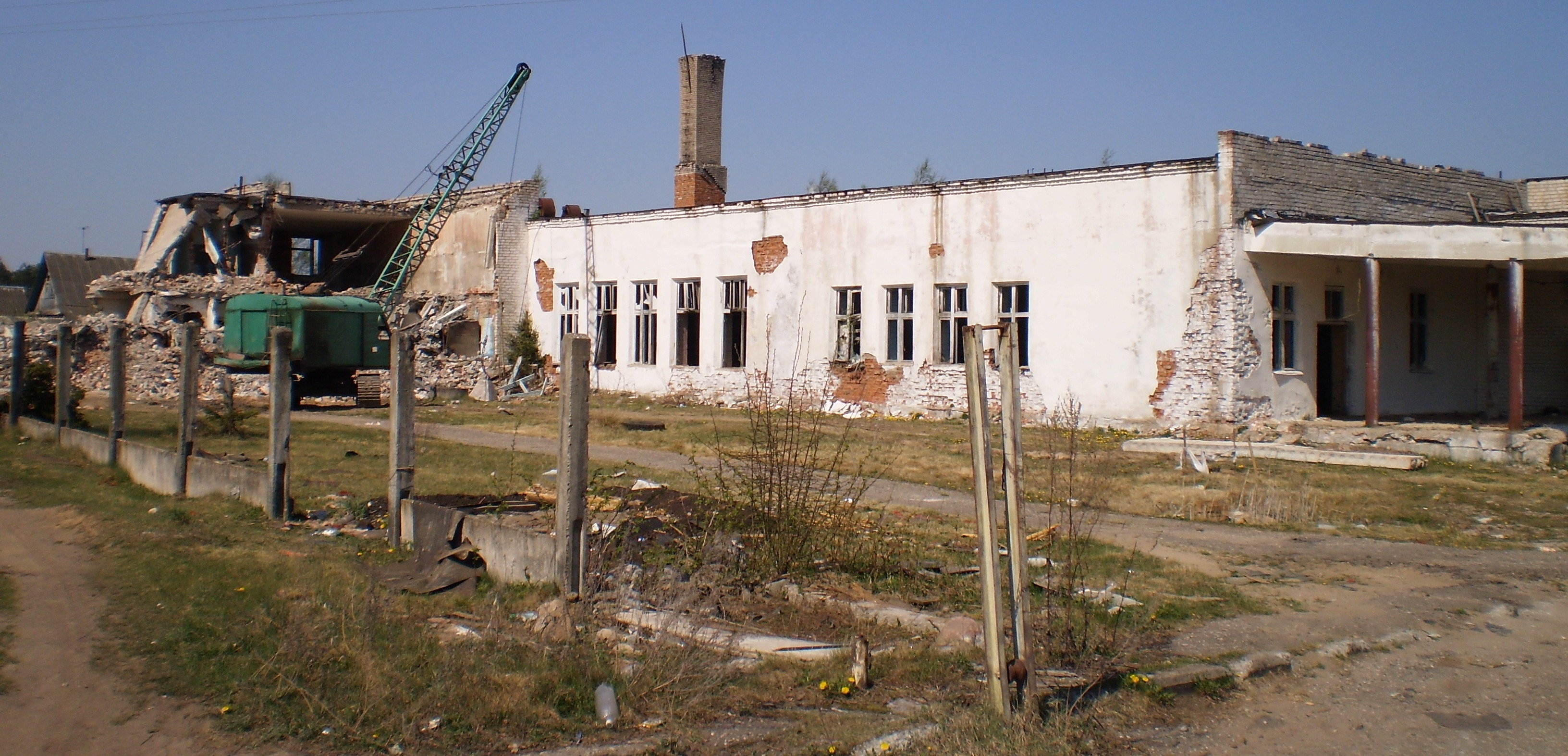
Колишній хлібозавод

## Соціальна сфера

### Культура
Музей народної слави, селищна бібліотека, а також Будинок культури забезпечують культурний відпочинок мешканців та гостей Бігомля. У фондах музею налічується 17 383 експонати, у тому числі 13 783 експонатів основного фонду та 3 600 науково-допоміжного. У дворі музею стоїть літак Іл-14, що втілює собою пам'ять про час і життя, витрачених на боротьбу з фашистськими окупантами. Літак раніше використовувався в полярної авіації і був переданий Музею народної слави Бігомля на початку 90-х років XX століття як пам'ять про подвиг Бігомльців, що забезпечили існування партизанського аеродрому, що мав стратегічне значення не лише для району, а й для всієї Білорусі.
Також на згадку про діяльність аеродрому на виїзді в сторону Докшиць встановлено пам'ятник литовському льотчику, якій вивозив поранених людей. Меморіальна табличка говорить:
"Тут в 1942—1944 роках діяв партизанський аеродром, через який підтримувався зв'язок з «Великою землею», звідси розпочала свій бойовий шлях група організаторів партизанського руху в Литві".
Пам'ятник у 1967 році відкривав Петро Миронович Машеров, який у своїй промові відзначив значний внесок Бігомльських партизан в загальну боротьбу проти фашистів, а також сказав, що в майбутньому бачить на місці Бігомля місто-сад під назвою Партизанськ.

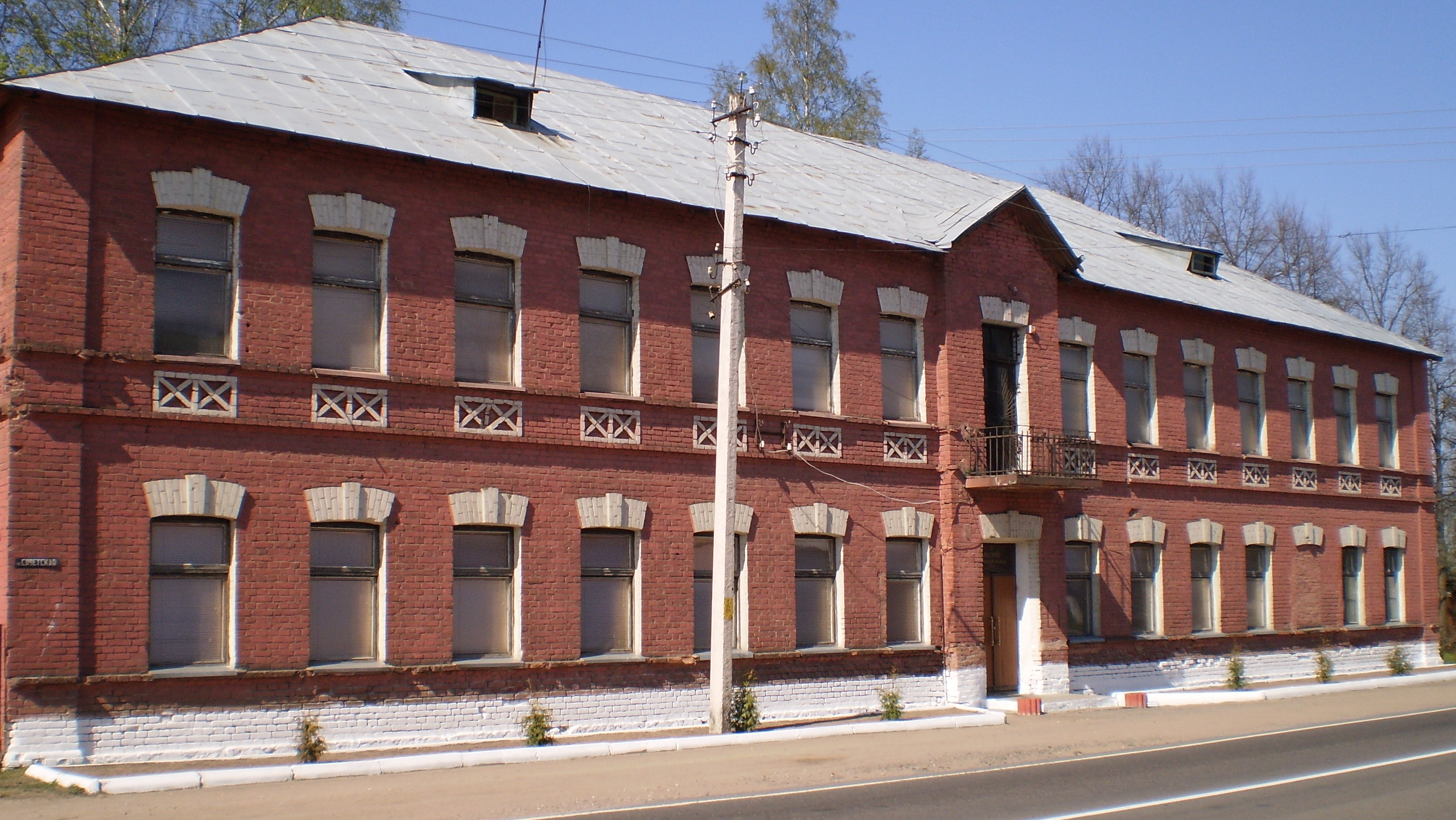
Бігомльський музей народної слави
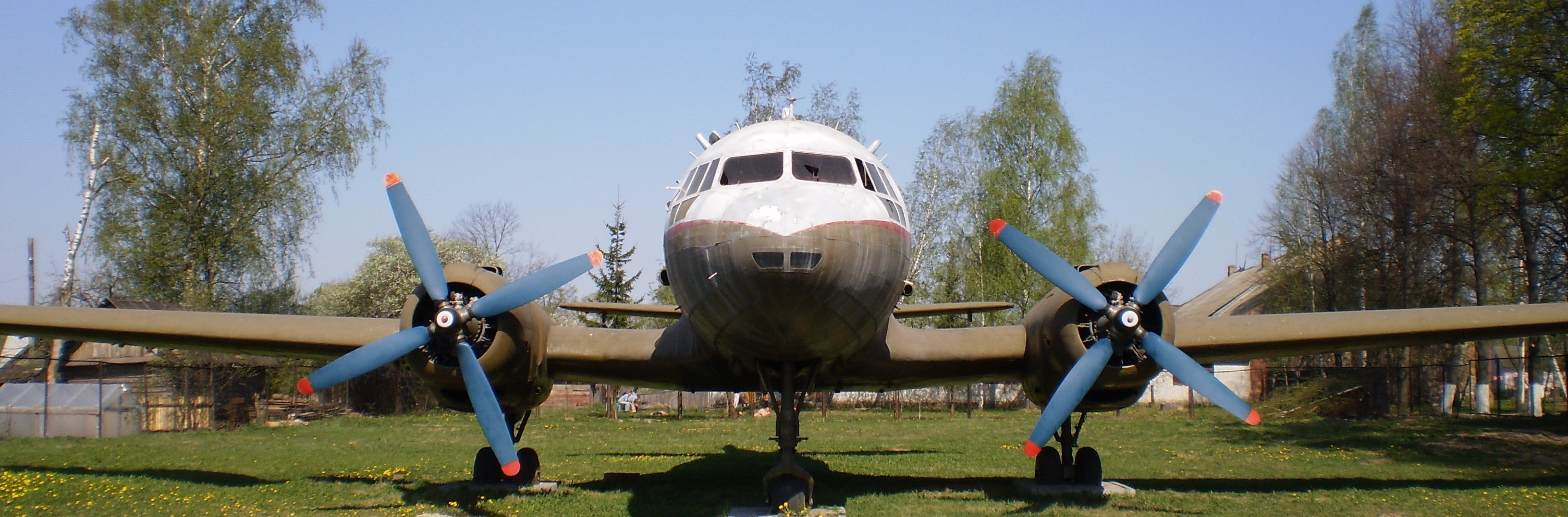
Літак Іл-14 біля музею народної слави
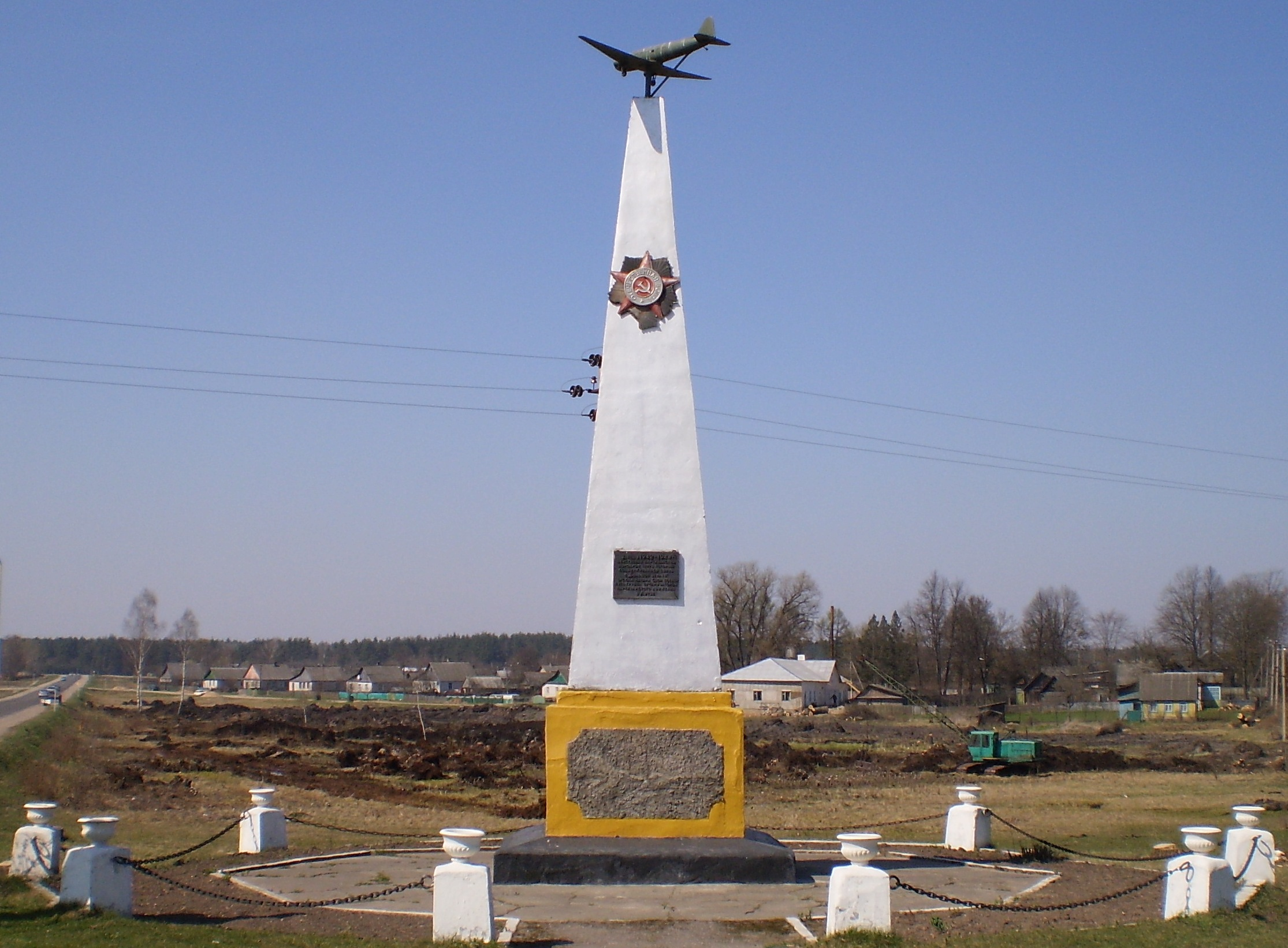
Пам'ятник литовському льотчику

### Освіта

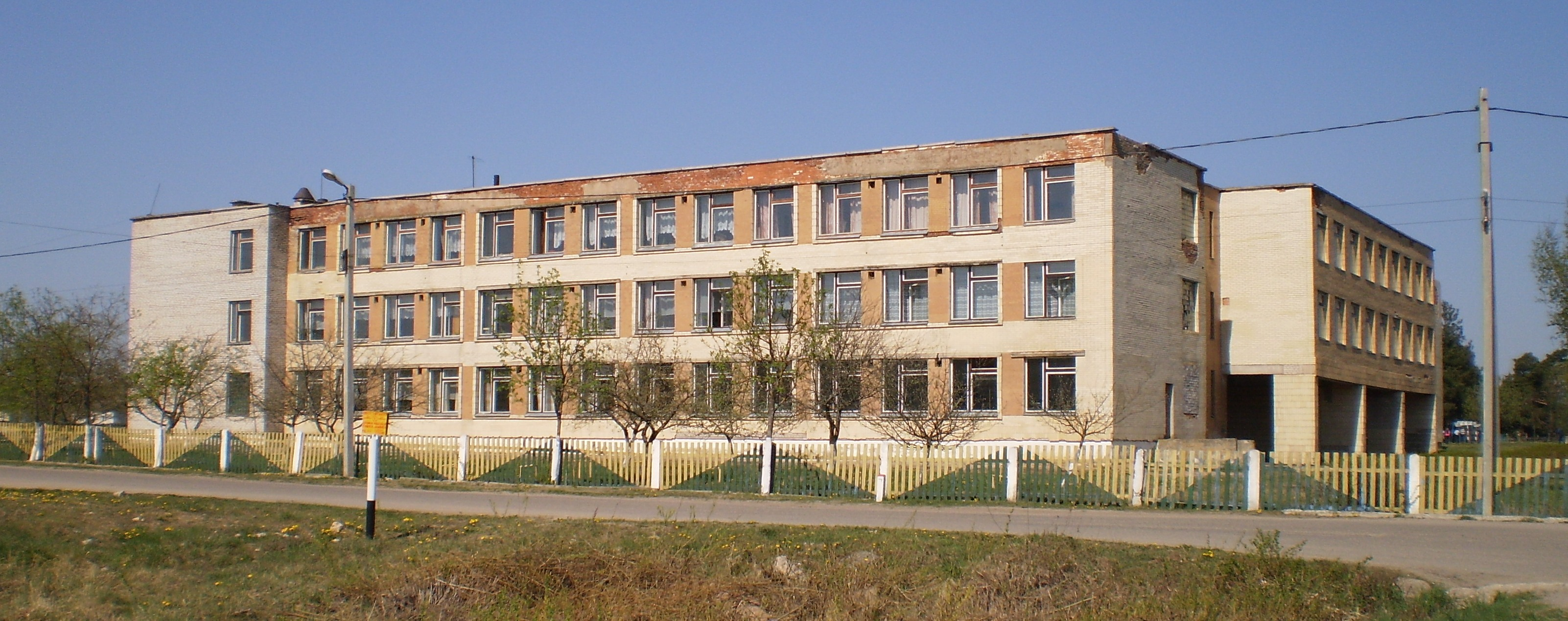
Бігомльська середня загальноосвітня школа

У Бігомлі розташована середня загальноосвітня школа (Бігомльская державна загальноосвітня середня школа Докшицького району), дитяча музична школа, дитячий садок на 127 місць, а також школа-інтернат для дітей-сиріт (Бігомльска допоміжна школа-інтернат для дітей-сиріт).

### Транспорт
В Бігомлі знаходиться філія Лепельського автотранспортного підприємства № 14 (7 автобусів і 6 вантажних автомобілів), здійснюється обслуговування регулярних автобусних рейсів через автостанцію «Бігомль». Транспортний потік проходить транзитом в північні райони Білорусі, а також направляється в Псков, Санкт-Петербург (Росія), Ригу (Латвія).

### Населення
Бігомль — багатонаціональне селище, але більшість населення складають білоруси.
Динаміка чисельності:
| Рік  | Населення, осіб |
| ---- | --------------- |
| 1886 | 470             |
| 1924 | 781             |
| 1937 | 1 779           |
| 2004 | 3 000           |
| 2006 | 2 900           |
| 2009 | 3 059           |

## Видатні місця
Промисловий комплекс спиртового заводу, «Степ-камінь», «Акулініна сосна», Мертве озеро, «Жальники», Святий колодязь, кургани.

### Бігомльська церква всіх Святих
Бігомльська церква всіх Святих (Свято-Богородицька церква) збудована у другій половині XIX століття в ретроспективно-руському стилі. У післявоєнні роки в приміщенні церкви розташовувався спиртовий завод. В радянський час будівля не реставрувалася, внаслідок чого поступово прийшла в непридатність. До теперішнього моменту повністю зруйнована задня стіна, у правій стіні утворився значний пролом з обваленням цегли. Фактично в цих умовах церква не підлягає відновленню, попри те, що є історичним пам'ятником під державною охороною. Церковні служби проводяться в колишньому приймальному покої поліклініки, Бігомльської районної лікарні.

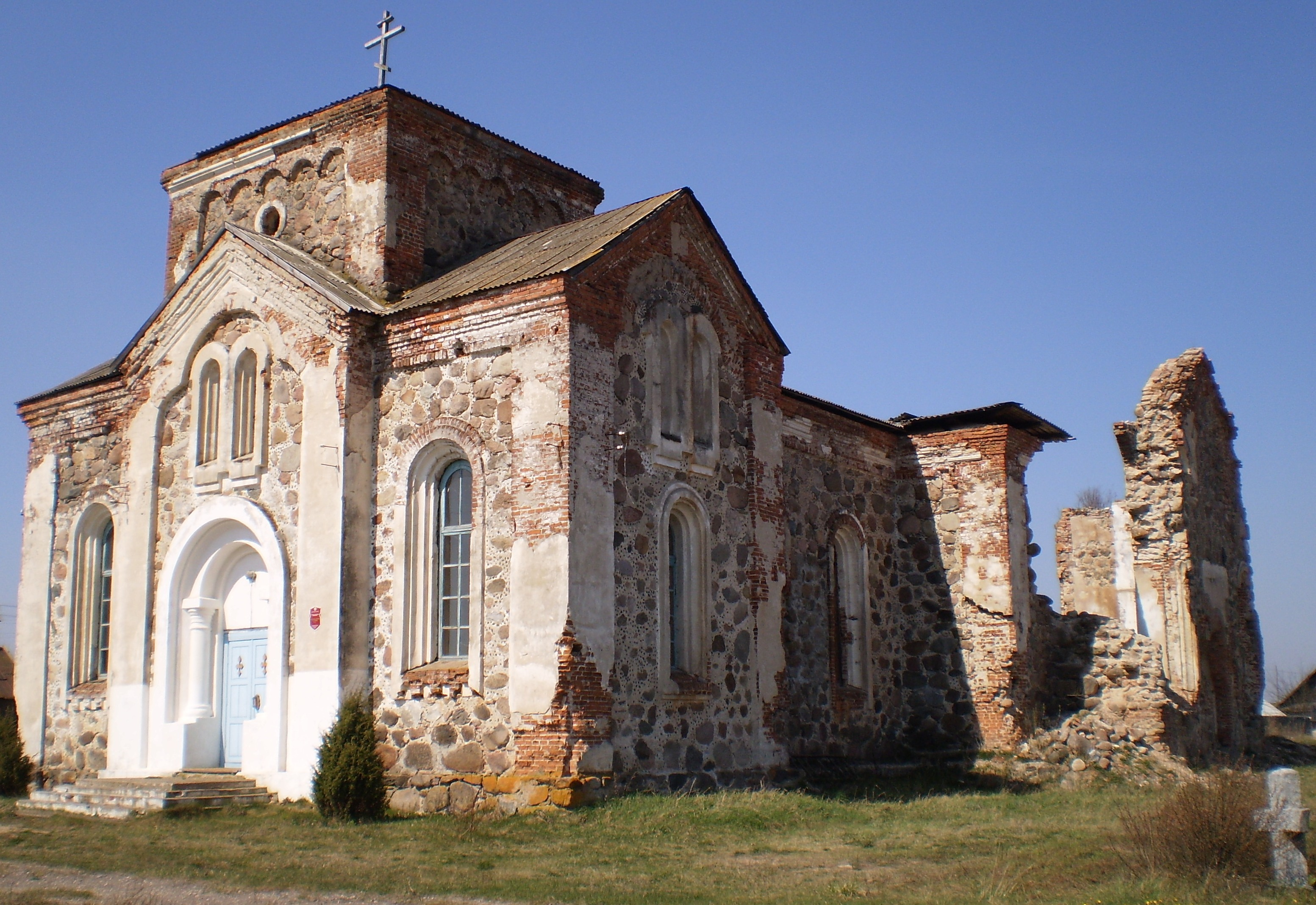
Бігомльська церква усіх Святих
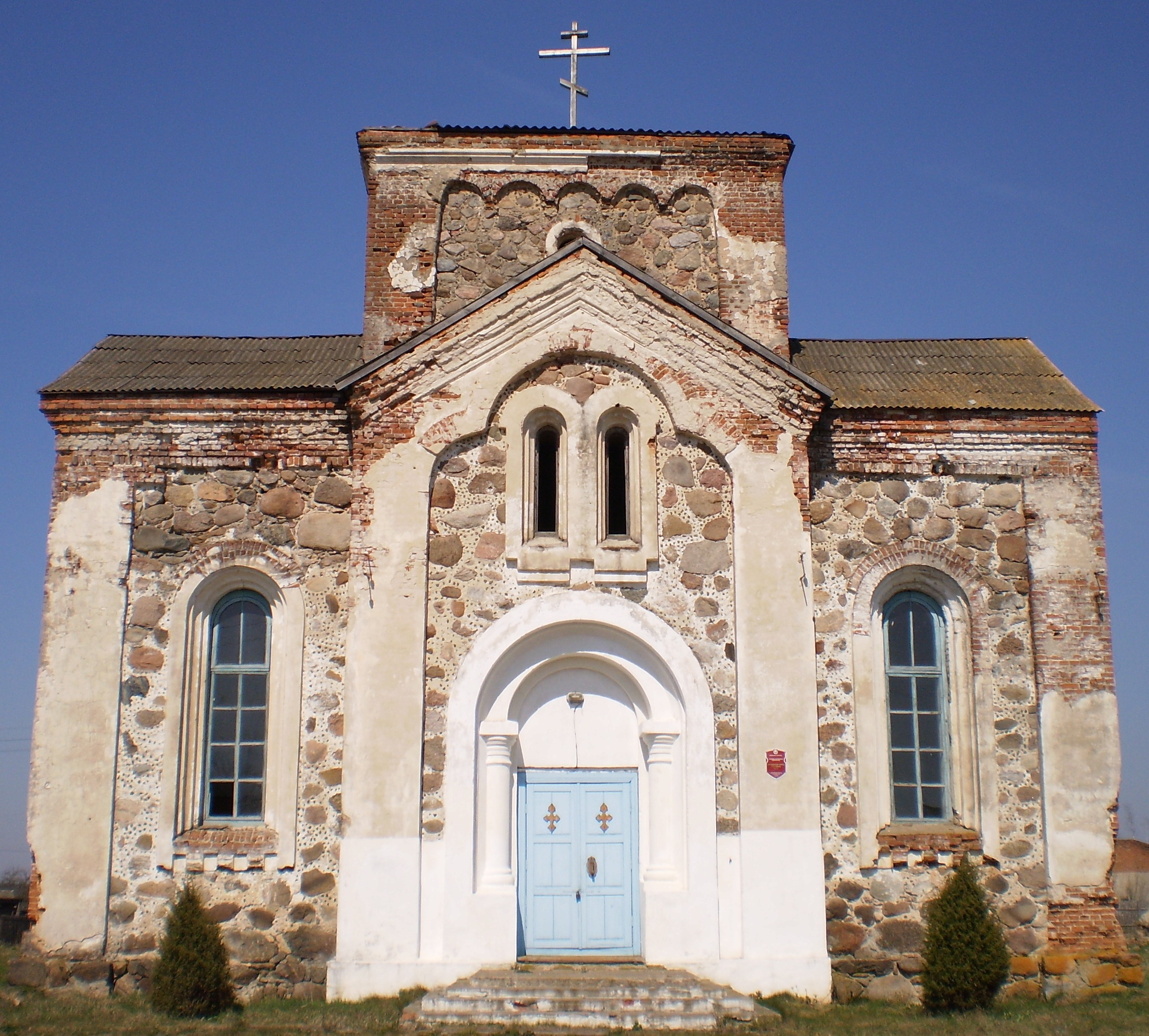
Фасад церкви усіх Святих

## Відомі люди
- Олесь Ставер — білоруський поет
- Юрась Свірко — білоруський поет
- Дронов Володимир Миколайович — герой Російської Федерації, контрадмірал ВМФ Росії

## Галерея

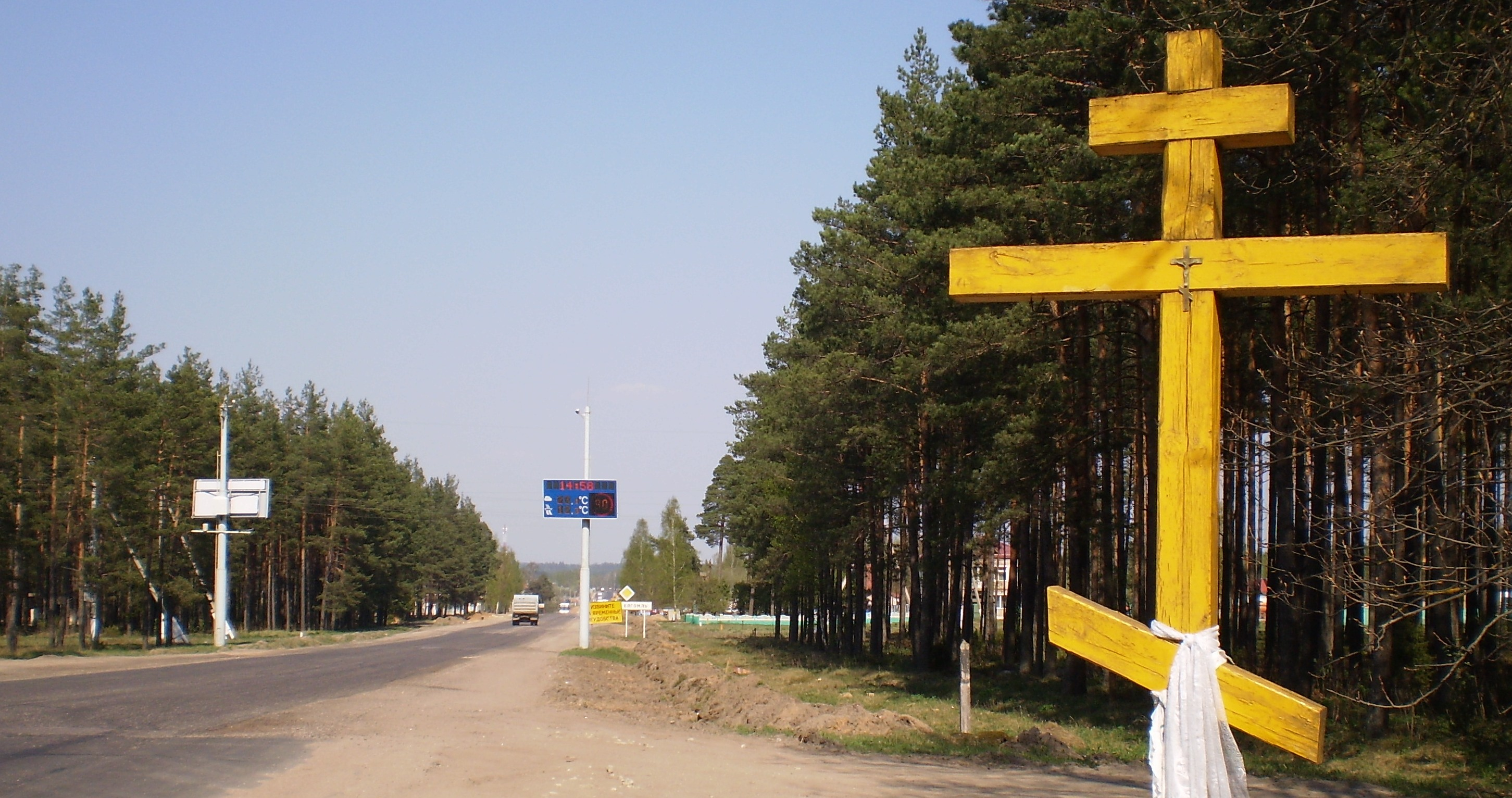
Хрест на в'їзді в Бігомль з боку Мінська
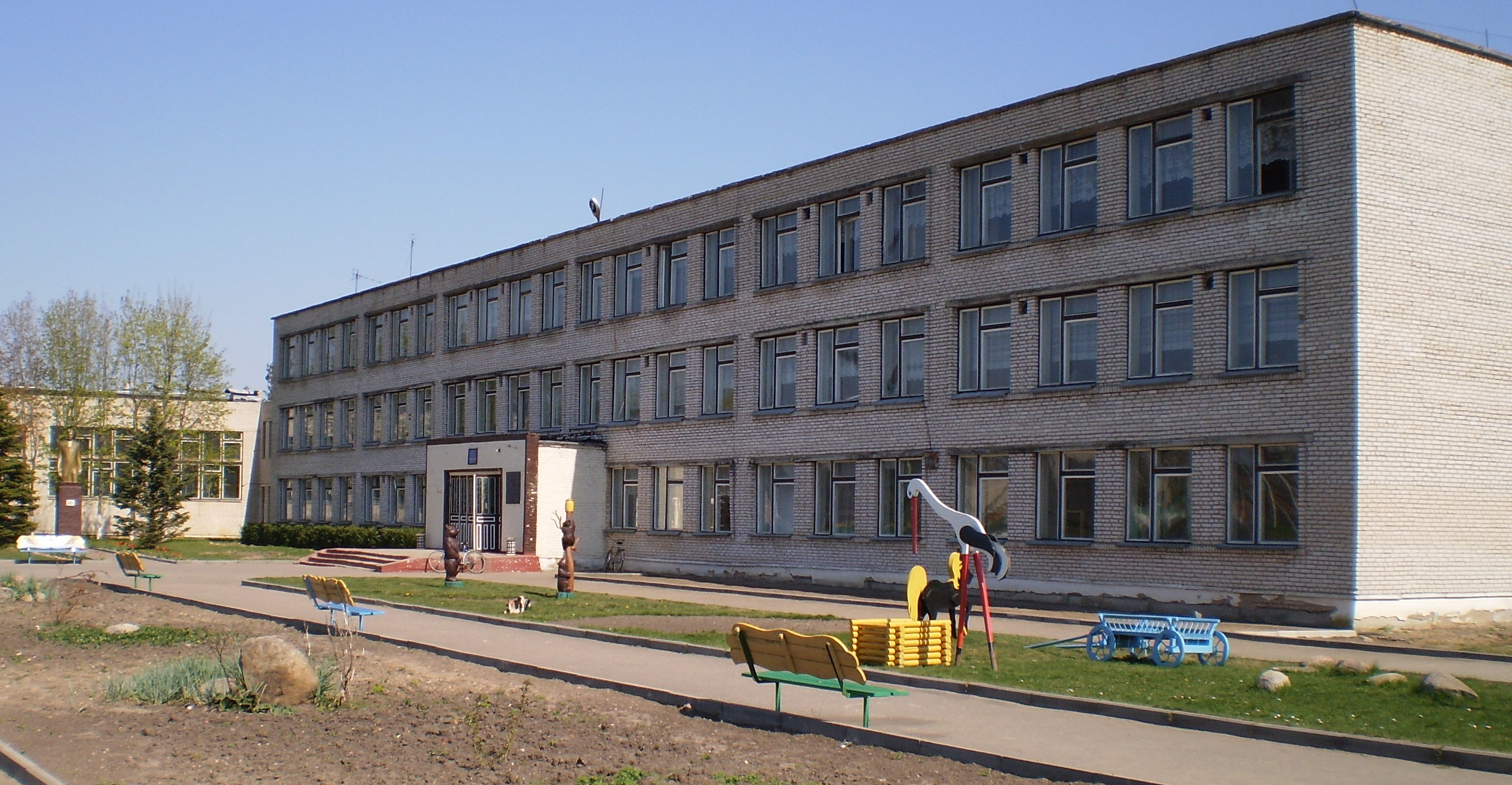
Вид на Бігомльську школу з внутрішнього двору
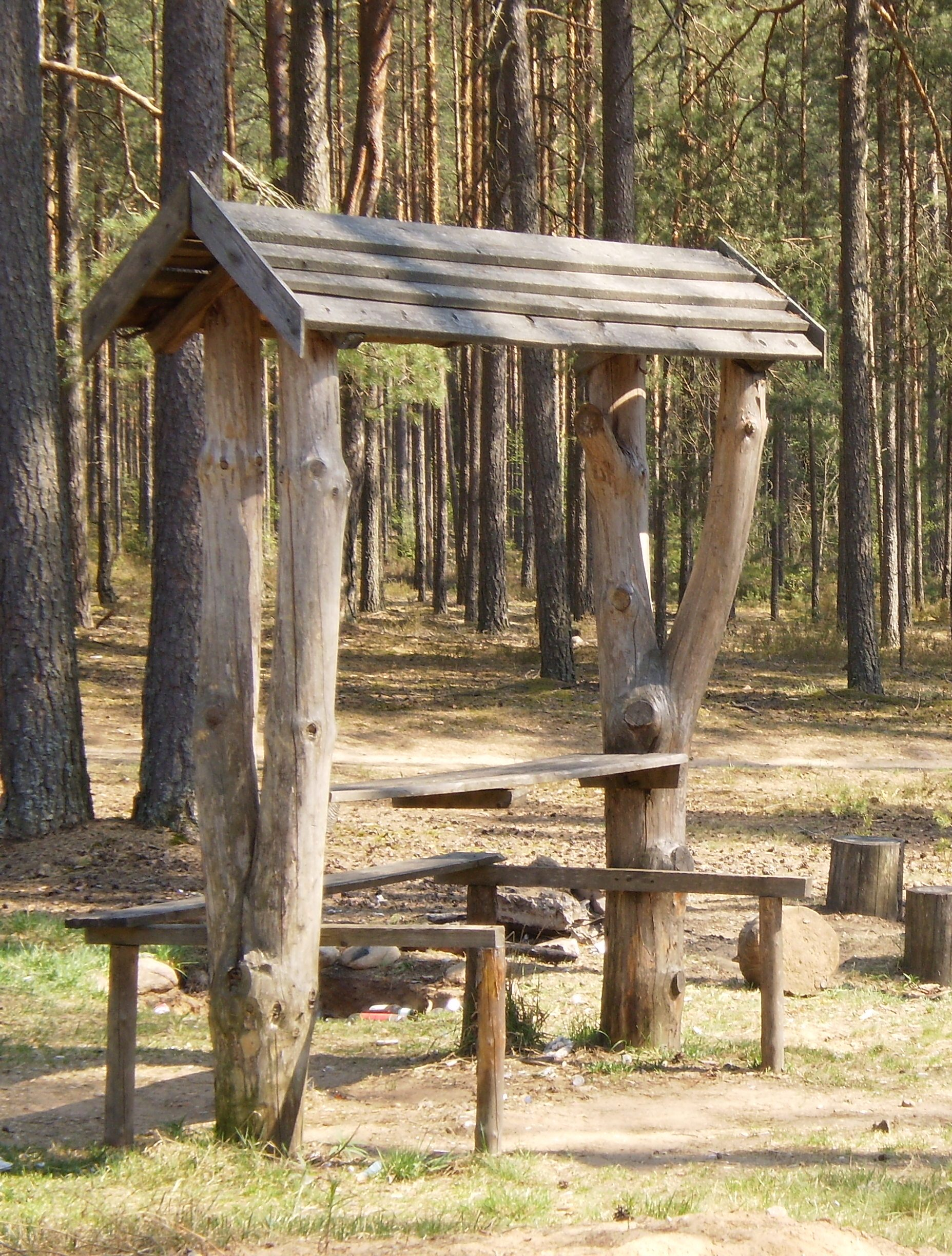
Ліс поблизу селища
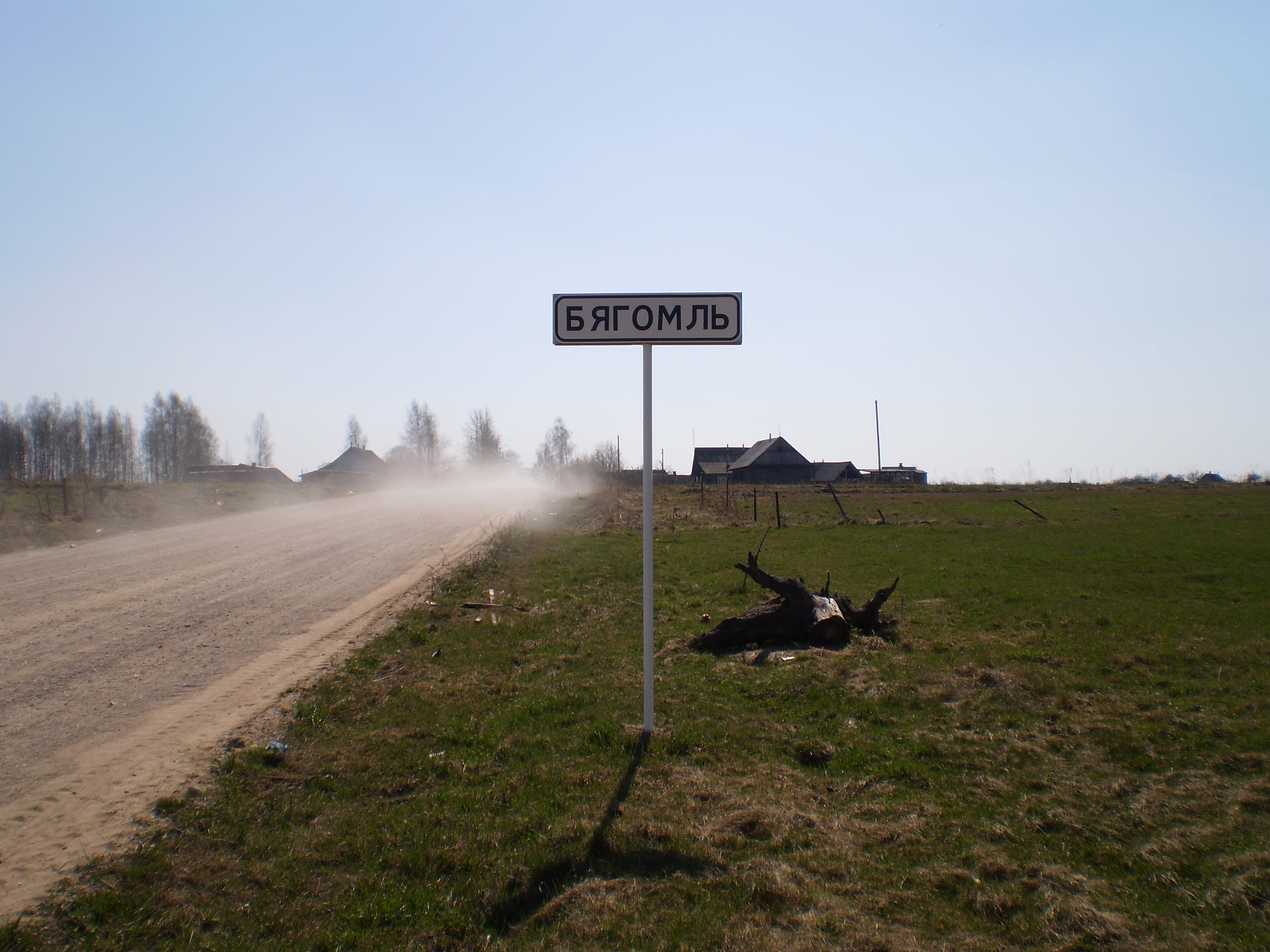
Вид на Бігомль з боку Берестневки
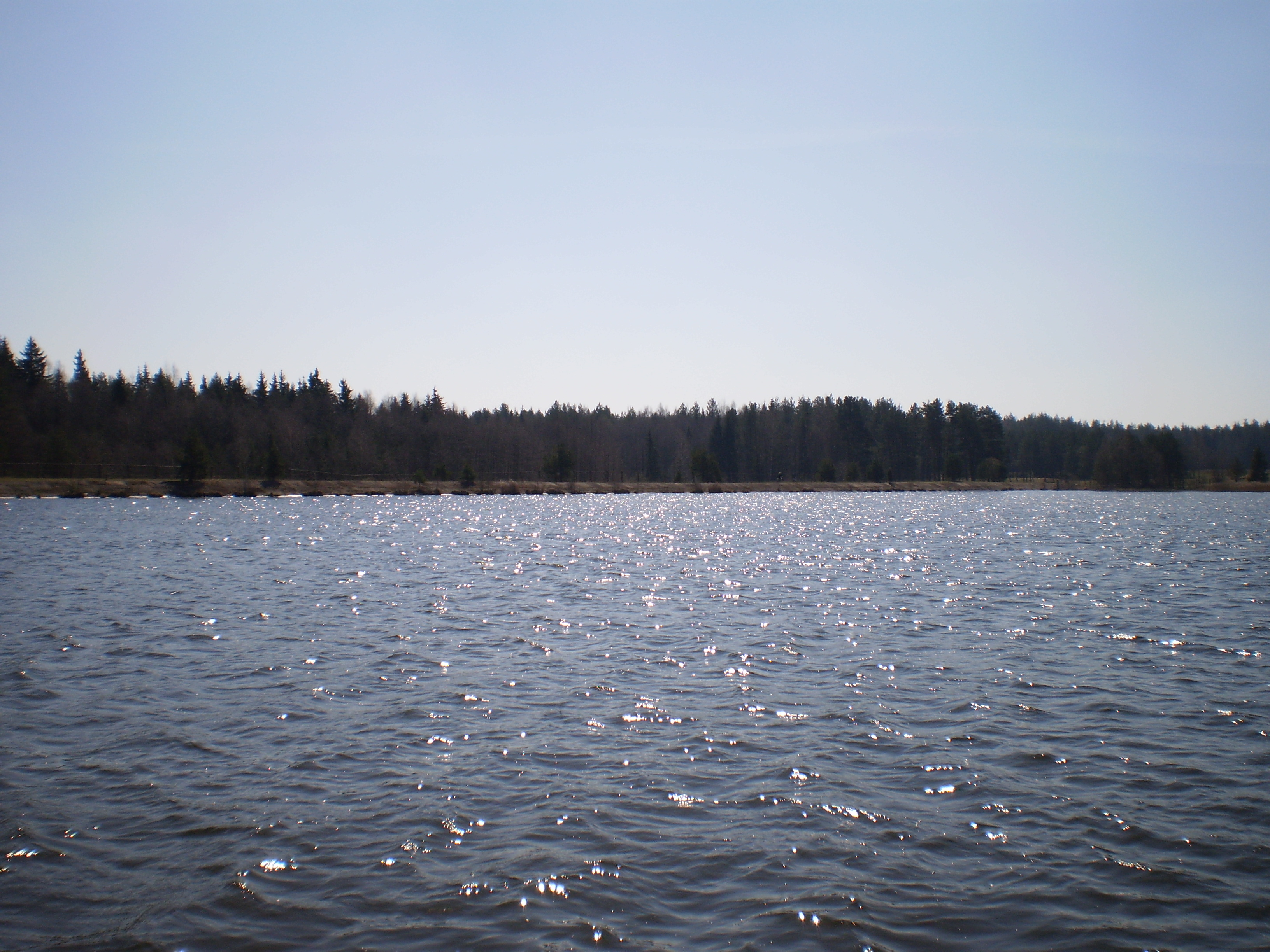
Будачевське озеро біля санаторію "Борове"
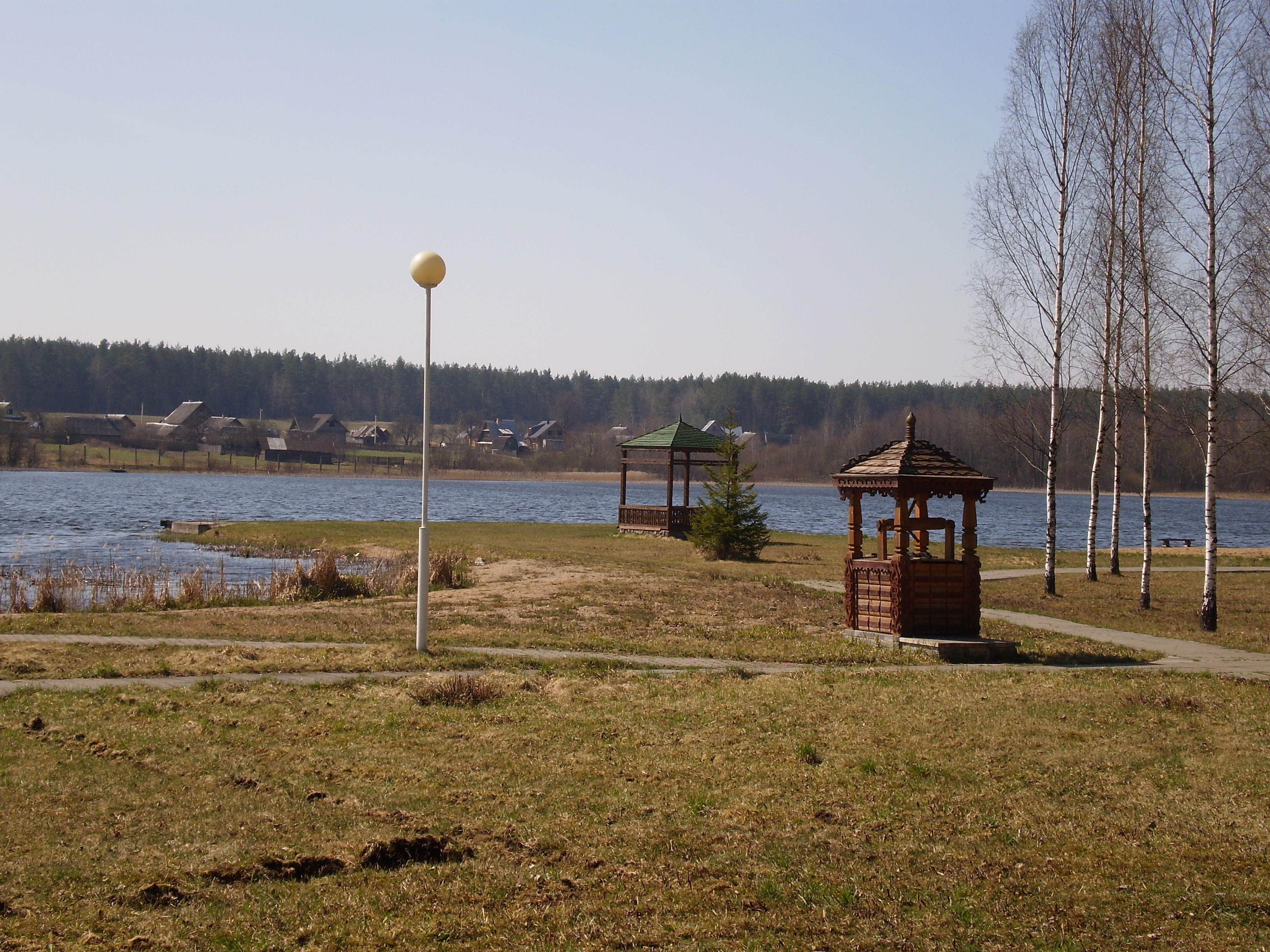
Вид з боку санаторію "Борове" на Будачевське озеро
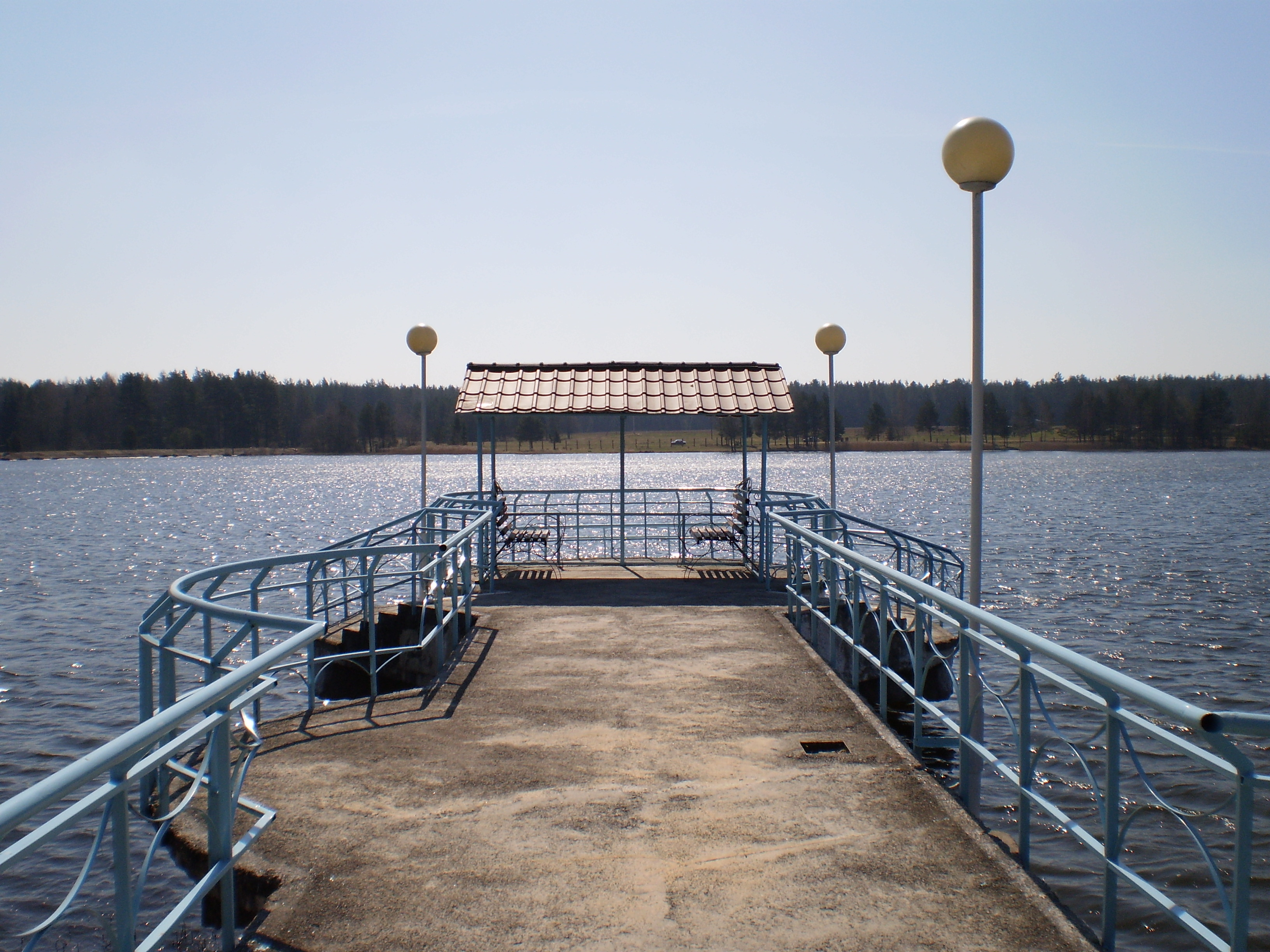
Пірс на Будачевському озері
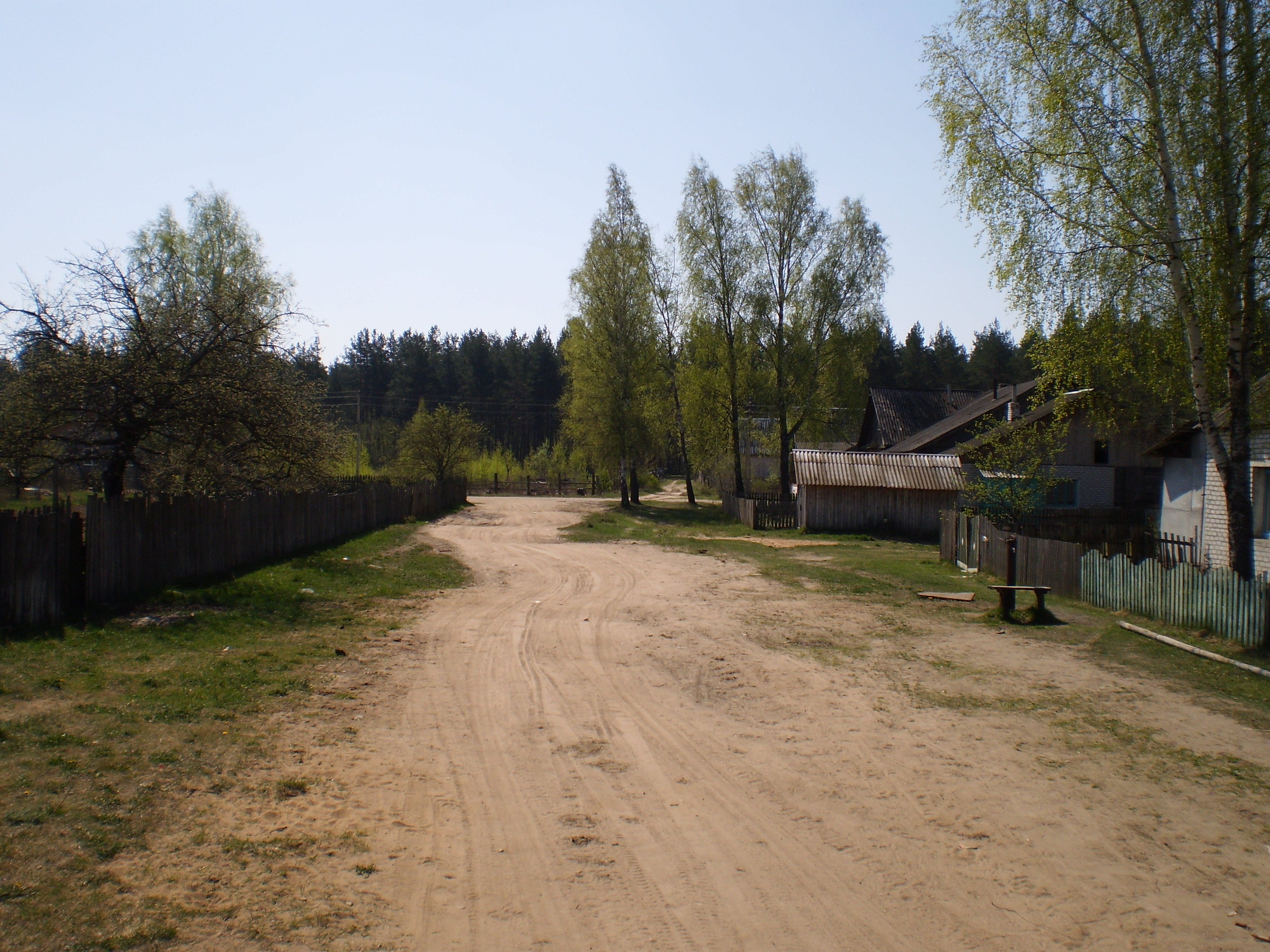
Околиці Бігомля